# 源義高 (清水冠者)
源 義高（みなもと の よしたか）は、平安時代末期の河内源氏の流れを汲む信濃源氏の武将。清水冠者（志水冠者、しみずのかんじゃ）と号す。木曾義高とも。源義仲の嫡男。母は『尊卑分脈』では今井兼平の娘としているが、兼平は義仲と同年代の乳母子なので、義高の母は兼平の妹（中原兼遠の娘）と推定されている。
諱（実名）は文献によって異なり「義高」は『吾妻鏡』の記述によるものである。延慶本『平家物語』や『尊卑分脈』では「義基」、長門本『平家物語』では「義隆（または義守）」、覚一本『平家物語』では「義重」、『曽我物語』では「義衡」となっており、『源平盛衰記』では「清水冠者」とのみ記され諱は記されていない。義高についての諸書の記述は説話的な題材や虚構も交えられていることもあり信憑性に乏しい。他の史料との整合性や比較批評が必要である。

## 経歴
寿永2年（1183年）、挙兵した父・義仲は以仁王の遺児・北陸宮を奉じて信濃国を中心に勢力を広げ、同じ源氏の源頼朝とは独立した勢いを見せた。また頼朝と対立していた叔父の志田義広と新宮行家を庇護したことにより、3月には頼朝と義仲は武力衝突寸前となる。義仲が11歳の嫡子義高を人質として鎌倉へ差し出すことで、両者の和議が成立した。
義高は信濃の名族の子弟である海野幸氏や望月重隆らを伴い、頼朝の長女・大姫の婿という名目で鎌倉へ下った（なお、義高と大姫は又従兄妹にあたる）。同年7月、義仲は平氏を破って入京する。しかし義仲は京を治めることに失敗し、頼朝に寿永二年十月宣旨を与えた後白河法皇とも対立する。『吉記』寿永2年11月4日には、「義仲が子冠者逐電の由風聞す。無実（事実ではない）と。」との記述があり、これが義仲の子息に言及している唯一の一次史料である。11月19日には義仲は後白河法皇を法住寺合戦で打ち破り幽閉し、頼朝追討の院宣を出させる。頼朝は都に源範頼と源義経を代官とした義仲追討軍を派遣し、寿永3年（1184年）1月、義仲は宇治川の戦いで追討軍に敗れ、粟津の戦いで討たれた。
父・義仲が討たれたことにより、人質として鎌倉にいた義高の立場は悪化する。4月21日、頼朝が義高を誅殺しようとしていることを知った大姫は、義高を密かに逃がそうとする。義高と同年の側近で、いつも双六の相手をしていた幸氏が義高に成り代わり、義高は女房姿に扮して大姫の侍女達に囲まれ屋敷を抜けだし、大姫が手配した馬に乗って鎌倉を脱出する。しかし夜になって事が露見し、激怒した頼朝は幸氏を捕らえ、堀親家ら軍兵を派遣して義高を討ち取るよう命じた。義高は4月26日に武蔵国で追手に捕らえられ、入間河原で親家の郎党・藤内光澄に討たれた。享年12。5月1日に義高の残党が甲斐と信濃に隠れ、謀反を企てているとして信濃国に大規模な軍兵の派遣が行われた。
義高の死を知った大姫は嘆き悲しみ病床に伏してしまう。母の政子は義高を討ったために大姫が病になってしまったと怒り、義高を討った郎従の不始末のせいだと頼朝に強く迫り、6月27日、光澄は晒し首にされた。
神奈川県鎌倉市常楽寺に義高の墓と伝わる塚（木曽塚）がある。
また、義高の終焉の地とされる狭山入間河原には「清水八幡」と称する小祠があり、義高を祭神としている。
幸氏と重隆はその後も頼朝に仕えて鎌倉幕府の御家人となっている。

## 画像集

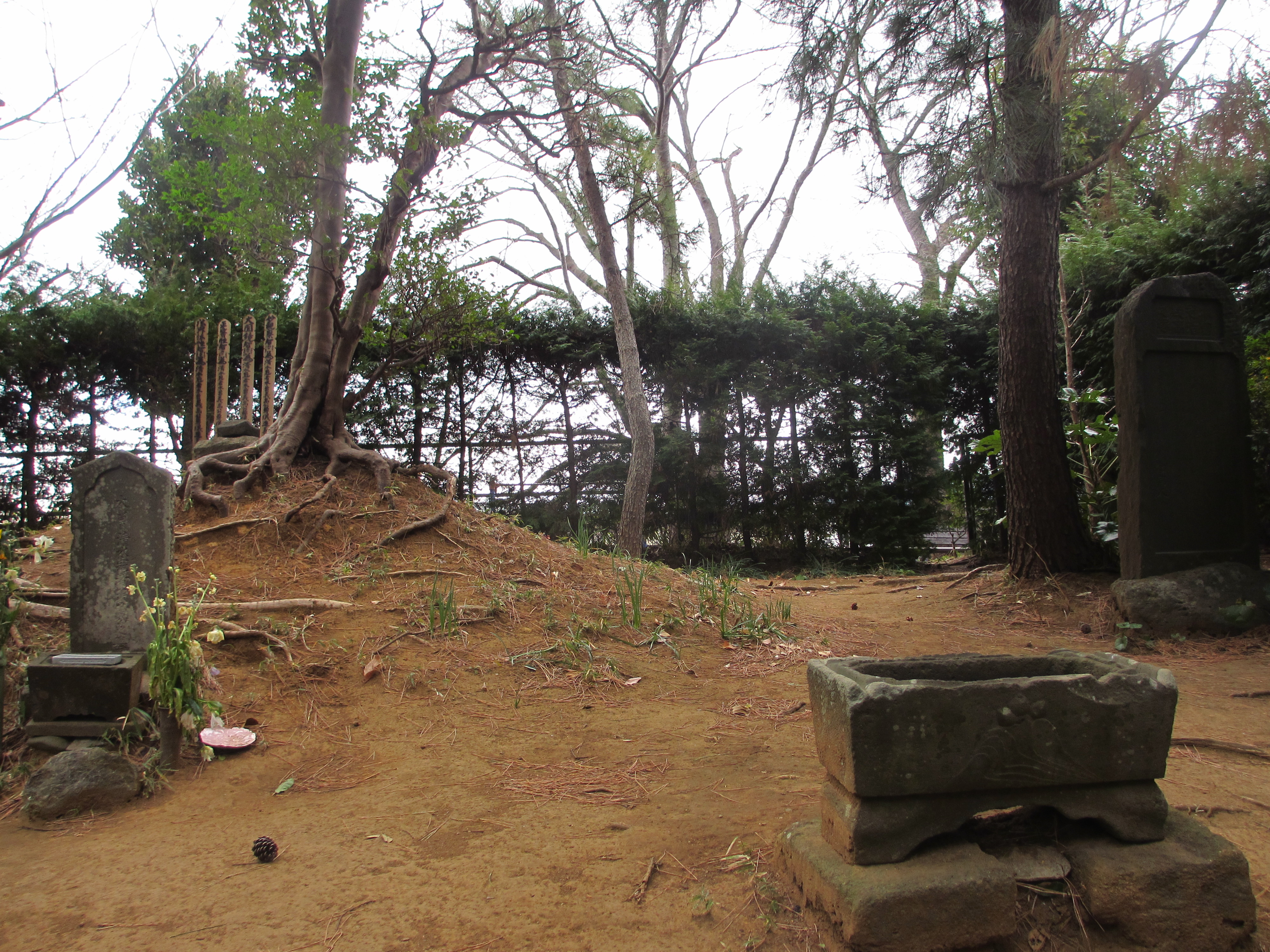
木曽塚全体像（鎌倉市大船常楽寺左側道山頂）
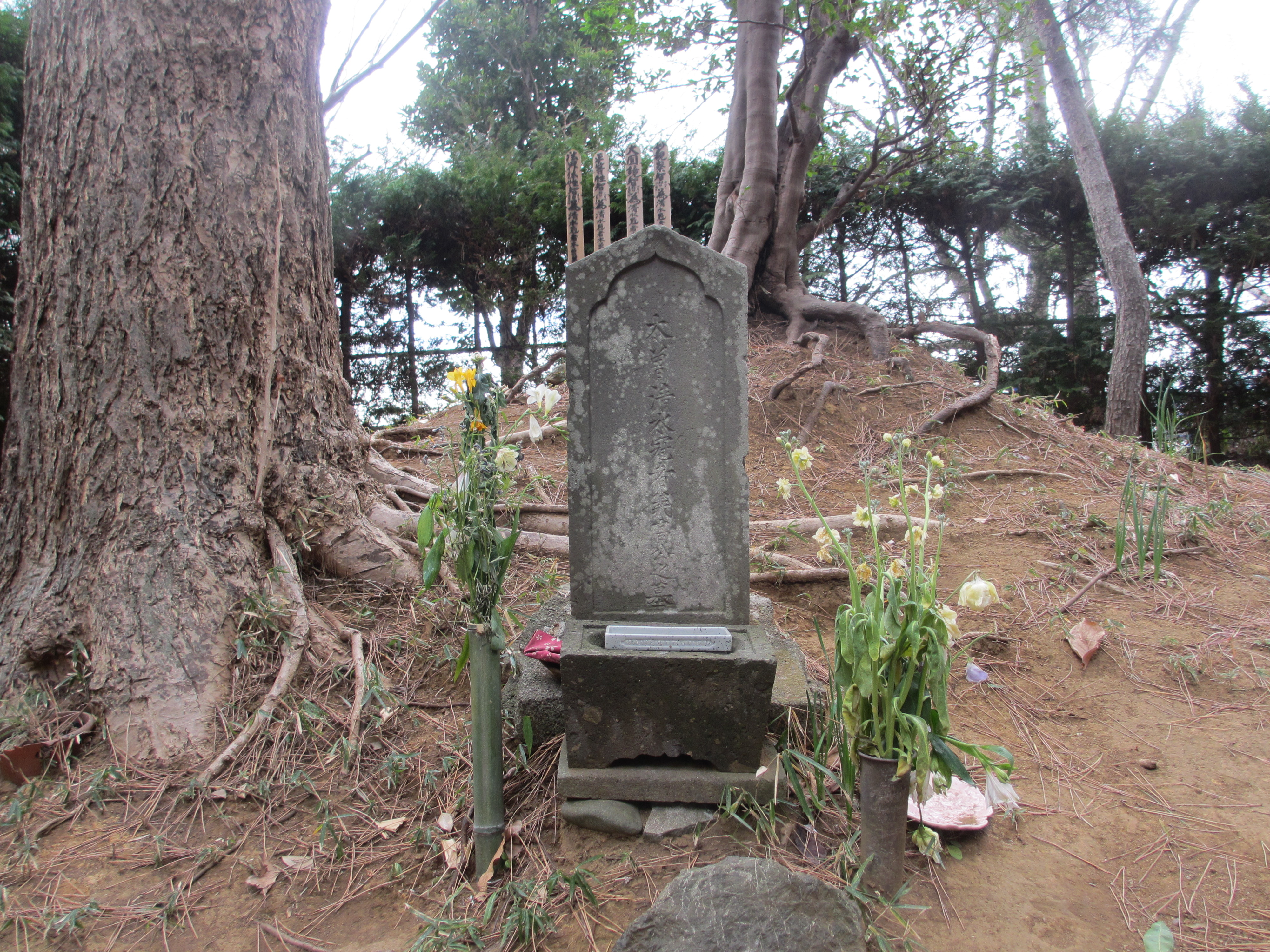
木曽清水冠者義高公之墓（右手鎌倉同人會碑文に拠れば西南約二町木曽免田より移動）
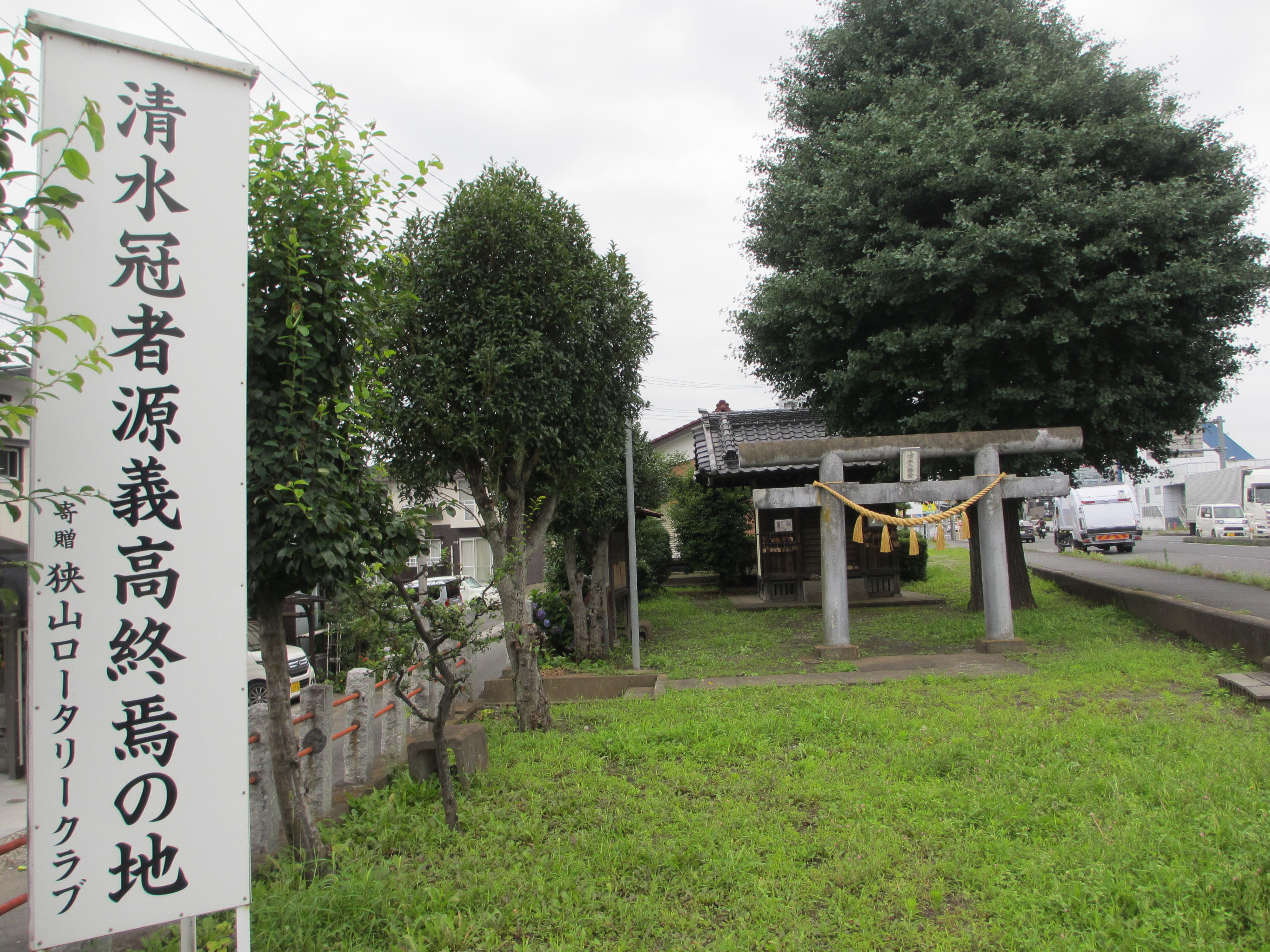
清水八幡（狭山市入間川3‐35‐9最寄西武新宿線狭山市駅）
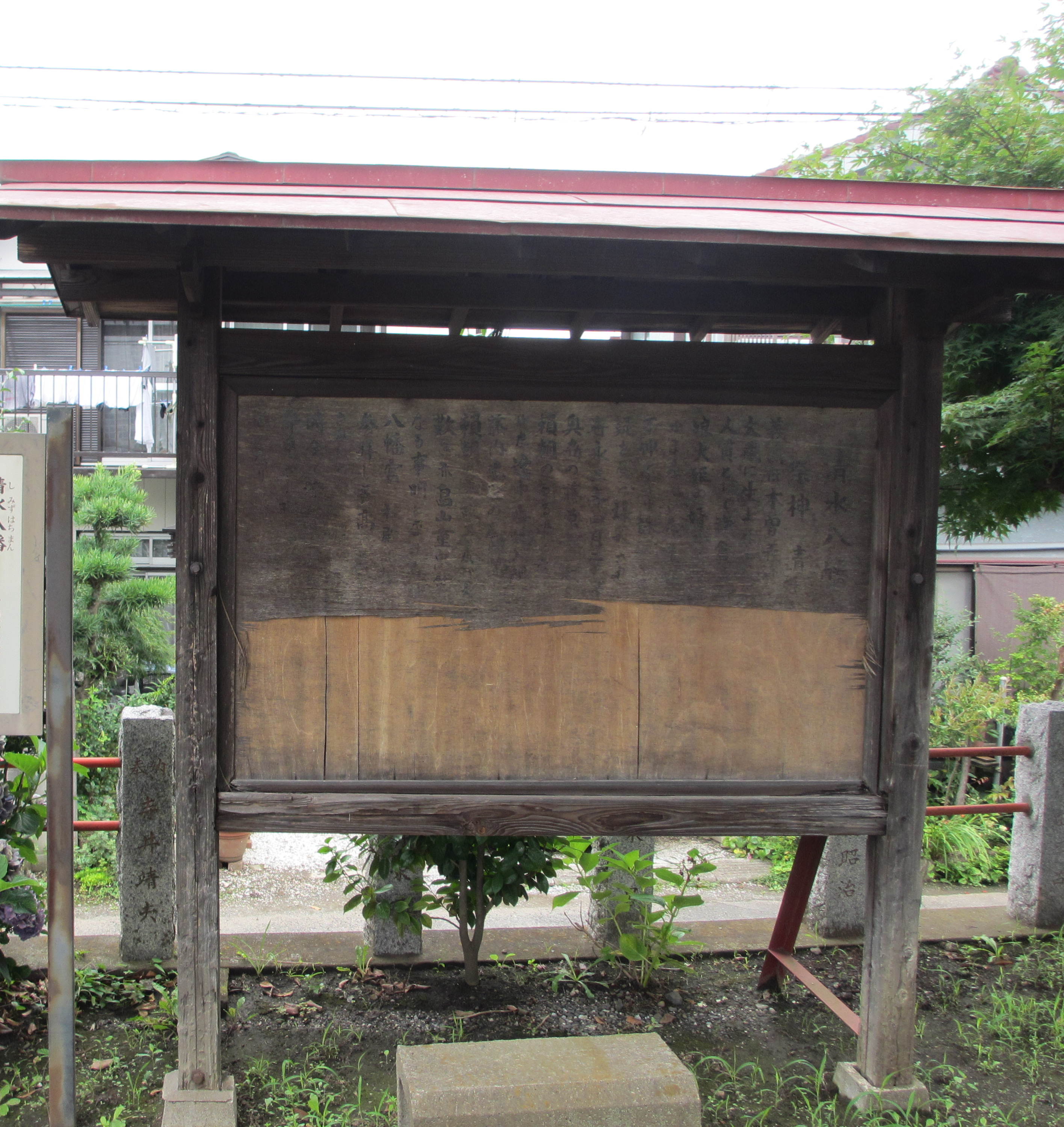
清水八幡史跡説明板（入間川沿い国道16号近くにイオン）